# АФК
Азійська конфедерація футболу (англ. Asian Football Confederation, AFC) — головна футбольна організація в Азійському регіоні. Заснована 8 травня 1954 року. Штаб-квартира розташована в столиці Малайзії Куала-Лумпур. Президент конфедерації — Салман бін Ібрагім аль-Халіфа з Бахрейну. У АФК 47 членів

## Члени
До складу АФК входять 47 національних асоціацій, які розділені на п'ять регіонів.
- Західна Азія — 12 асоціацій
- Центральна Азія — 6 асоціацій
- Південна Азія — 7 асоціацій
- Східна Азія — 10 асоціацій
- Південно-Східна Азія — 12 асоціацій

| Код                                         | Асоціація                      | Збірні | Заснована | Член ФІФА | Член АФК | Член МОК |
| ------------------------------------------- | ------------------------------ | ------ | --------- | --------- | -------- | -------- |
| Федерація футболу Західної Азії (WAFF)      |                                |        |           |           |          |          |
| BHR                                         | Бахрейн                        | (Ч, Ж) | 1957      | 1968      | 1969     | Так      |
| YEM                                         | Ємен                           | (Ч, Ж) | 1962      | 1980      | 1980     | Так      |
| IRQ                                         | Ірак                           | (Ч, Ж) | 1948      | 1950      | 1970     | Так      |
| JOR                                         | Йорданія                       | (Ч, Ж) | 1949      | 1956      | 1970     | Так      |
| QAT                                         | Катар                          | (Ч, Ж) | 1960      | 1972      | 1974     | Так      |
| KUW                                         | Кувейт                         | (Ч, Ж) | 1952      | 1964      | 1964     | Так      |
| LIB                                         | Ліван                          | (Ч, Ж) | 1933      | 1936      | 1964     | Так      |
| UAE                                         | Об'єднані Арабські Емірати     | (Ч, Ж) | 1971      | 1974      | 1974     | Так      |
| OMA                                         | Оман                           | (Ч, Ж) | 1978      | 1980      | 1980     | Так      |
| PLE                                         | Палестина                      | (Ч, Ж) | 1928      | 1995      | 1995     | Так      |
| KSA                                         | Саудівська Аравія              | (Ч, Ж) | 1956      | 1956      | 1972     | Так      |
| SYR                                         | Сирія                          | (Ч, Ж) | 1936      | 1937      | 1970     | Так      |
| Футбольна асоціація Центральної Азії (CAFA) |                                |        |           |           |          |          |
| AFG                                         | Афганістан                     | (Ч, Ж) | 1933      | 1948      | 1954     | Так      |
| IRN                                         | Іран                           | (Ч, Ж) | 1920      | 1948      | 1954     | Так      |
| KGZ                                         | Киргизстан                     | (Ч, Ж) | 1992      | 1994      | 1993     | Так      |
| TJK                                         | Таджикистан                    | (Ч, Ж) | 1936      | 1994      | 1993     | Так      |
| TKM                                         | Туркменістан                   | (Ч, Ж) | 1992      | 1994      | 1993     | Так      |
| UZB                                         | Узбекистан                     | (Ч, Ж) | 1946      | 1994      | 1993     | Так      |
| Федерація футболу Південної Азії (SAFF)     |                                |        |           |           |          |          |
| BAN                                         | Бангладеш                      | (Ч, Ж) | 1972      | 1976      | 1973     | Так      |
| BHU                                         | Бутан                          | (Ч, Ж) | 1983      | 2000      | 1993     | Так      |
| IND                                         | Індія                          | (Ч, Ж) | 1937      | 1948      | 1954     | Так      |
| MDV                                         | Мальдіви                       | (Ч, Ж) | 1982      | 1986      | 1984     | Так      |
| NEP                                         | Непал                          | (Ч, Ж) | 1951      | 1972      | 1954     | Так      |
| PAK                                         | Пакистан                       | (Ч, Ж) | 1947      | 1948      | 1954     | Так      |
| SRI                                         | Шрі-Ланка                      | (Ч, Ж) | 1939      | 1952      | 1954     | Так      |
| Федерація футболу Східної Азії (EAFF)       |                                |        |           |           |          |          |
| HKG                                         | Гонконг                        | (Ч, Ж) | 1914      | 1954      | 1954     | Так      |
| GUM                                         | Гуам2                          | (Ч, Ж) | 1975      | 1996      | 1991     | Так6     |
| CHN                                         | Китай                          | (Ч, Ж) | 1924      | 1931      | 1974     | Так      |
| TPE                                         | Китайський Тайбей              | (Ч, Ж) | 1936      | 1954      | 1954     | Так      |
| MAC                                         | Макао                          | (Ч, Ж) | 1939      | 1978      | 1978     | Так      |
| MNG                                         | Монголія                       | (Ч, Ж) | 1959      | 1998      | 1993     | Так      |
| KOR                                         | Південна Корея                 | (Ч, Ж) | 1928      | 1948      | 1954     | Так      |
| PRK                                         | Північна Корея                 | (Ч, Ж) | 1945      | 1958      | 1974     | Так      |
| NMI                                         | Північні Маріанські острови1,2 | (Ч, Ж) | 2005      | -         | 2009     | Ні5      |
| JPN                                         | Японія                         | (Ч, Ж) | 1921      | 1921      | 1954     | Так      |
| Федерація футболу АСЕАН (AFF)               |                                |        |           |           |          |          |
| AUS                                         | Австралія2,4                   | (Ч, Ж) | 1961      | 1963      | 2006     | Так6     |
| BRU                                         | Бруней                         | (Ч, Ж) | 1959      | 1972      | 1969     | Так      |
| VIE                                         | В'єтнам                        | (Ч, Ж) | 1960      | 1964      | 1978     | Так      |
| IDN                                         | Індонезія                      | (Ч, Ж) | 1930      | 1952      | 1954     | Так      |
| CAM                                         | Камбоджа                       | (Ч, Ж) | 1933      | 1954      | 1954     | Так      |
| LAO                                         | Лаос                           | (Ч, Ж) | 1951      | 1952      | 1968     | Так      |
| MAS                                         | Малайзія                       | (Ч, Ж) | 1933      | 1954      | 1954     | Так      |
| MYA                                         | М'янма                         | (Ч, Ж) | 1947      | 1948      | 1954     | Так      |
| SIN                                         | Сінгапур                       | (Ч, Ж) | 1892      | 1952      | 1954     | Так      |
| TLS                                         | Східний Тимор                  | (Ч, Ж) | 2002      | 2005      | 2002     | Так      |
| THA                                         | Таїланд                        | (Ч, Ж) | 1916      | 1925      | 1954     | Так      |
| PHI                                         | Філіппіни                      | (Ч, Ж) | 1907      | 1930      | 1954     | Так      |

1: Члени АФК, але не входять до ФІФА.

2: Територіально країна належить до Океанії, але член АФК.

3: Колишній член ОФК (1976—1982).

4: Колишній член ОФК (1966—2006).

5: Є складовою частиною Олімпійського Комітету США.

6: Є членом Національні олімпійські комітети Океанії

## Колишні члени
- Ізраїльська футбольна асоціація 1954—1974; приєдналися до УЄФА в 1994 році з політичних мотивів.
- Федерація футболу Нової Зеландії 1964; стала одним із засновників ОФК в 1966 році.
- Федерація футболу Казахстану 1992—2002; в 2002 році стала членом УЄФА.

## Турніри

### Національні
- Кубок Азії
- Азійські ігри
- Азійський етап кваліфікації на Чемпіонат світу
- Азійський етап кваліфікації на Олімпійські ігри
- Кубок Виклику (AFC Challenge Cup)
- Чемпіонат Азії з міні-футболу
- Молодіжний чемпіонат Азії
- Юнацький чемпіонат Азії (до 17 років)
- Чемпіонат з футболу серед жінок
- Юнацький чемпіонат з футболу серед жінок (до 19 років)
- Юнацький чемпіонат з футболу серед жінок (до 17 років)

### Регіональні
- АСЕАН: Чемпіонат АСЕАН з футболу (Кубок Судзукі)
- Східна Азія: Кубок Східної Азії
- Південна Азія: Кубок Федерації футболу Південної Азії
- Західна Азія: Кубок націй Перської затоки

### Клубні
- Ліга чемпіонів АФК
- Кубок АФК
- Кубок президента АФК